# العلاقات الأوزبكستانية الزيمبابوية
العلاقات الأوزبكستانية الزيمبابوية هي العلاقات الثنائية التي تجمع بين أوزبكستان وزيمبابوي.

## مقارنة بين البلدين
هذه مقارنة عامة ومرجعية للدولتين:
| وجه المقارنة                                              | أوزبكستان       | زيمبابوي |
| --------------------------------------------------------- | --------------- | --- |
| المساحة (كم2)                                             | 448.98 ألف      | 390.76 ألف |
| عدد السكان (نسمة)                                         | 32.39 مليون     | 16.53 مليون |
| الكثافة السكانية (ن./كم²)                                 | 72.14           | 42.3 |
| العاصمة                                                   | طشقند           | هراري |
| اللغة الرسمية                                             | اللغة الأوزبكية | لغة إنجليزية، اللغة الشونا، النديبيلية الشمالية ‏، لغة الشيشيوا، Barwe ‏، Kalanga language ‏، Tshwa language ‏، النداو ‏، اللغة التسونجا، لغة الإشارة الزيمبابوية ‏، اللغة السوتية، تونغا ‏، اللغة التسوانية، اللغة الفيندية، اللغة الكوسية |
| العملة                                                    | سوم أوزبكستاني  | دولار أمريكي |
| الناتج المحلي الإجمالي (بليون دولار)                      | 48.72 مليار     | 17.85 مليار |
| الناتج المحلي الإجمالي (تعادل القوة الشرائية) بليون دولار | 190.50 مليار    | 27.88 مليار |
| الناتج المحلي الإجمالي الاسمي للفرد دولار أمريكي          | 2.13 ألف        | 924 |
| الناتج المحلي الإجمالي للفرد دولار أمريكي                 | 5.57 ألف        | 1.79 ألف |
| مؤشر التنمية البشرية                                      | 0.675           | 0.509 |
| رمز المكالمات الدولي                                      | +998            | +263 |
| رمز الإنترنت                                              | .uz             | .zw |
| المنطقة الزمنية                                           | ت ع م+05:00     | ت ع م+02:00 |

## منظمات دولية مشتركة
يشترك البلدان في عضوية مجموعة من المنظمات الدولية، منها:
| علم المنظمة | اسم المنظمة                               | تاريخ انضمام أوزبكستان | تاريخ انضمام زيمبابوي |
| ----------- | ----------------------------------------- | ---------------------- | --------------------- |
|             | مؤسسة التنمية الدولية                     | 24 سبتمبر 1992         | 29 سبتمبر 1980        |
|             | الأمم المتحدة                             | 2 مارس 1992            | 25 أغسطس 1980         |
|             | منظمة الشرطة الجنائية الدولية             | ?                      | ?                     |
|             | المركز الدولي لتسوية المنازعات الاستشارية | 25 أغسطس 1995          | 19 يونيو 1994         |
|             | الاتحاد الدولي للاتصالات                  | 10 يوليو 1992          | 10 فبراير 1981        |
|             | الفريق المعني برصد الأرض                  | ?                      | ?                     |
|             | البنك الدولي للإنشاء والتعمير             | 21 سبتمبر 1992         | 29 سبتمبر 1980        |
|             | الاتحاد البريدي العالمي                   | ?                      | ?                     |
|             | منظمة حظر الأسلحة الكيميائية              | ?                      | ?                     |
|             | مؤسسة التمويل الدولية                     | 30 سبتمبر 1993         | 29 سبتمبر 1980        |
|             | وكالة ضمان الاستثمار متعدد الأطراف        | 4 نوفمبر 1993          | 10 أبريل 1992         |
|             | يونسكو                                    | 26 أكتوبر 1993         | 22 سبتمبر 1980        |

## وصلات خارجية
- موقع وزارة الخارجية الأوزبكستانية
- موقع وزارة الخارجية الزيمبابوية